# Caroline Knutsen
Caroline Knutsen (Skibotn, 21 novembre 1983) è un'ex calciatrice norvegese, di ruolo portiere.

## Carriera

### Calciatrice

#### Nazionale
Dopo aver fatto esperienze con le nazionali under-17, under-19 e under-21 norvegesi; nel 2009 debutta in nazionale maggiore, da subentrata, durante un'amichevole contro la Svezia nella quale subisce anche una rete.

### Allenatrice
Nel 2015, viene ingaggiata dal Bærum.

## Palmarès

### Competizioni nazionali
- Campionato norvegese: 4

Røa: 2007, 2008, 2009, 2011
- Coppa di Norvegia: 5

Asker: 2005
Røa: 2006, 2008, 2009, 2010